# كاستروفيردي دي سيراتو
كاستروفيردي دي سيراتو (بالإسبانية: Castroverde de Cerrato)‏ هي بلدية تقع في مقاطعة بلد الوليد، قشتالة وليون بإسبانيا. وفقًا لتعداد عام 2004 (المعهد الوطني للإحصائيات)، يبلغ عدد سكان البلدية 266 نسمة.